# Deportatie Apeldoornsche Bosch
De deportatie Apeldoornsche Bosch was een deportatie in 1943 naar Auschwitz van patiënten en een vijftigtal personeelsleden van het Joodse psychiatrisch ziekenhuis Het Apeldoornsche Bosch in Apeldoorn.

## Achtergrond
In 1943 was het aantal opgenomen patiënten gestegen tot 1.181 doordat Joodse patiënten op last van de bezetter niet meer in niet-Joodse instellingen mochten worden opgenomen en men bovendien meende hier beschermd te zijn tegen deportatie. Aanvankelijk leek het erop dat de nazi’s Het Apeldoornsche Bosch ongemoeid zouden laten; in Apeldoorn sprak men van de "Jodenhemel".

## Ontruiming
Op woensdag 20 januari 1943 verscheen de Ordedienst van Kamp Westerbork, naar bleek een dag te vroeg. Op het station van Apeldoorn werd een trein van 25 tot 29 wagens gereedgemaakt. Deze was samengesteld uit goederenwagons en zes personenwagens. De helft van het personeel is in die nacht gevlucht en ondergedoken. 
In de nacht van donderdag 21 op vrijdag 22 januari 1943 werden alle patiënten, soms naakt, verward of in dwangbuis, door eenheden van de SS en de Ordnungspolizei onder de persoonlijke leiding van Hauptsturmführer Ferdinand aus der Fünten van de Zentralstelle für jüdische Auswanderung (daarbij geholpen door Albert Konrad Gemmeker, de SS-commandant van Kamp Westerbork) in vrachtwagens naar de gereedstaande goederentrein gebracht.

## Treintransport
De trein vertrok in de ochtend van 22 januari 1943 vanaf station Apeldoorn om 7 uur en bracht bijna 1100 patiënten en 51 personeelsleden rechtstreeks naar Auschwitz, waar de patiënten bij aankomst direct zijn gedood. Over de manier waarop spreken de bronnen elkaar tegen. Op zondag 24 januari 1943 kwam de trein in Auschwitz aan. Enkele patiënten waren onderweg al overleden. Sommige van de levenden renden in paniek weg van het perron, maar werden neergeschoten. De overgeblevenen werden door een Joodse werkploeg in vrachtwagens geladen. Loe de Jong: 
“De vrachtauto’s voerden hen niet naar de gaskamers maar naar een van de grote langgerekte kuilen waarin de lijken van vergasten verbrand werden. Hoog laaiden er de vlammen op. De pas aangekomenen werden er midden in gesmeten. Brokken hout en petroleum volgden.”
Van deze mensen heeft niemand het drama overleefd.
Het resterende, in Apeldoorn gebleven personeel, werd dezelfde dag samen met de laatste ruim honderd Joodse Apeldoorners in een gewone trein naar Kamp Westerbork gebracht en werd vandaar uit gedeporteerd. Een kleine groep kader en administratief personeel, dat door de bezetter in Apeldoorn werd gehouden om de verdere ontmanteling van de instelling te bespoedigen, bleef achter in de instelling. Zij kwamen op 2 februari in Westerbork aan. In totaal zijn bijna 1.400 mensen die op 21 januari op het terrein van de instelling aanwezig waren weggevoerd.
Enkelen van hen hebben, net als een deel van degenen die ondergedoken waren, na de oorlog hun verhaal kunnen doen.

## Herdenking
Op 23 april 1990 werd door prinses Juliana in het Prinsenpark te Apeldoorn een monument van Ralph Prins onthuld ter herdenking van Het Apeldoornsche Bosch. Op het monument staat een dichtregel van Ida Gerhardt uit haar gedicht Het carillon: ''Nooit heb ik wat ons is ontnomen, zo bitter, bitter liefgehad''. Het monument is geadopteerd door basisschool De Prinsenhof. Elk jaar rond 21 januari wordt bij dit monument een herdenking georganiseerd door het Comité Monument Apeldoornsche Bosch. De Prinsenhof en leerlingen van de Koninklijke Scholengemeenschap leveren ieder jaar een bijdrage aan het herdenkingsprogramma.
Op 27 mei 2009 werden op het terrein twaalf herinneringstekens onthuld ter nagedachtenis aan zowel de deportatie als de zorg die in de jaren daarvóór werd verleend aan de bewoners. Een van de weinige overlevenden van het oorlogsdrama onthulde het eerste van de tekens.
In december 2009 kregen wegen en paden op het terrein officiële straatnamen, die vaak herinneren aan Het Apeldoornsche Bosch: Lemeilaan, Laan van Achisomog, Hannahlaan, Rustoordlaan, Lobsteinlaan, Fuldauerlaan, Benjaminlaan enzovoorts.
In november 2014 werd op de Joodse begraafplaats aan de Arnhemseweg in Apeldoorn een plaquette onthuld ter nagedachtenis aan de zeshonderd patiënten die na de oprichting van het Apeldoornsche Bosch maar voor de Tweede Wereldoorlog zijn overleden.